# Abdel Qissi
Abdel Qissi est un acteur et ancien boxeur marocain né le 20 janvier 1960 à Oujda au Maroc.

## Biographie
Abdel Qissi a d'abord été connu en tant que boxeur dans les années 1980 ; il a disputé 8 matchs, il a gagné 5 d'entre eux,1 s'est achevé par un match nul, il a concédé 2 défaites dont 1 par ko. Il devient coach par la suite.
Abdel Qissi, doté d'un gabarit imposant, est connu du grand public pour avoir interprété certains des plus grands méchants de Jean-Claude Van Damme (Khan dans Le Grand Tournoi, Attila dans Full Contact). Il est le frère aîné de Mohammed Qissi alias « Tong Po » et a commencé sa carrière en tant que boxeur.
Il entre au conseil communal d'Ixelles en 2012.
En 2013, Abdel Qissi rejoint le casting du projet de long métrage Surinandi, réalisé par Gaetano Naccarato.

## Filmographie
- 1990 : Full Contact de Sheldon Lettich : Attila
- 1996 : Le Grand Tournoi de Jean-Claude Van Damme : Khan, un boxeur mongol[9],[10]
- 2001 : The Order de Sheldon Lettich : un marchand[11],[12]
- 2008 : Les Larmes d'argent de Mourad Boucif
- 2018 : Agents of Shield (2 épisodes)
- 2021 : Lopak l'Envoûteur, 1er rôle[13]
- 2024 : The Last Kumite : Detective Dobrev